# Église Saint-Pierre des Moutiers-en-Retz
L'église Saint-Pierre est un édifice religieux des Moutiers-en-Retz, Loire-Atlantique, France.

## Historique
L'église est probablement édifiée au XIe siècle, avant d'être remaniée aux XVIe et XIXe siècles. En dehors de la façade est, la majorité des murs datent de l'époque romane.
Le grand retable est édifié en 1674 par le sculpteur Jean Boffand
Un perron est construit devant chacune des portes en 1782. L'ancien clocher, qui ne dépassait pas le faîte de l'édifice, se situait au sud de la nef, au-dessus de la sacristie, édifiée sur le vestige de sa base ; le clocher actuel est édifié en 1827 sur le côté est de l'église.

## Localisation
L'église est érigée au milieu du bourg des Moutiers-en-Retz, occupant la partie sud de la place de l'Église-Madame. La lanterne des morts s'élève à proximité.

## Architecture
L'édifice est formé d'une nef unique à chevet plat d'environ 33 m de long sur 13 de large, et les murs latéraux font environ 11 m de haut. Il est couvert d'une charpente en vaisseau renversé, masquée par un berceau en lambris en 1827, culminant à 14 m. L'église est flanquée de 12 contreforts épais plus massifs aux angles du bâtiment. Ceux du pignon oriental sont placés en biais.
Le côté sud, plus exposé au vent marin, est percé d'une seule fenêtre. Le côté nord est percé de deux portes (la porte la plus à l'ouest, dite « porte des Berneriens » est abritée par un auvent) et de cinq fenêtres de plein cintre et subdivisées en deux baies géminées surmontées d'un oculus. La façade ouest est rythmée par cinq bandes lombardes et percée de deux portes de plein cintre, chacune surmontée d'une fenêtre également de plein cintre.

## Intérieur

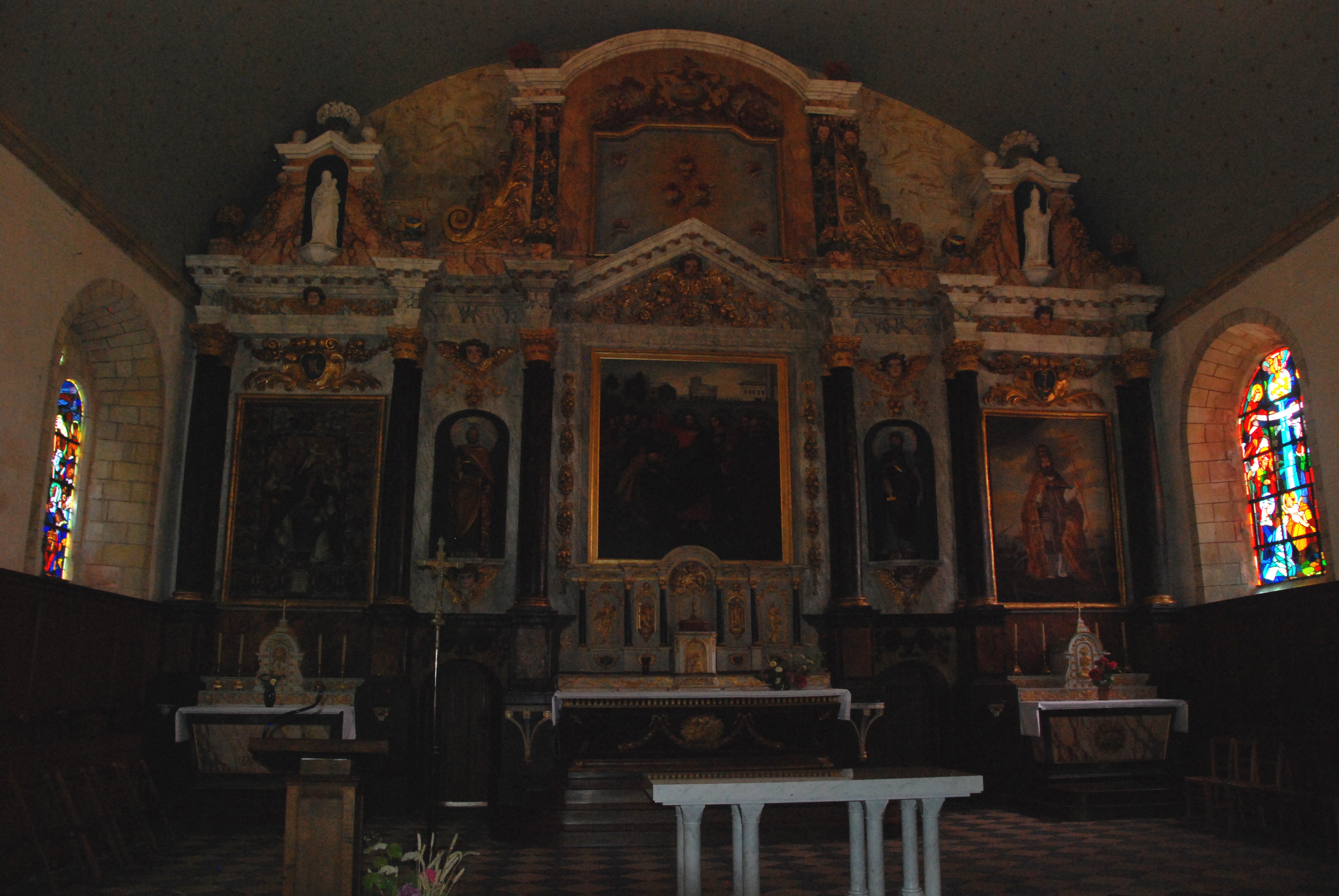
Le retable de l'église.

À l'intérieur de l'église, l'élément le plus marquant est le grand retable du XVIIe siècle qui se déploie sur l'intégralité du mur est (lequel est dépourvu de fenêtres), derrière le maître-autel et les deux autels latéraux. Six colonnes soutiennent l'entablement, encadrant trois tableaux et deux niches qui abritent des statues. Au-dessus de l'entablement, le retable est couronné par trois frontons à niches dont l'encadrement baroque monte jusqu'au raz du plafond.
Deux autels latéraux du XVIIIe siècle sont situés le long des murs de la nef.

## Protections
L'édifice n'est pas protégé au titre des monuments historiques, mais plusieurs de ses éléments mobiliers le sont :
- ensemble du maître-autel[4] :
  - retable[5],
  - autel[6],
  - trois tableaux[7] :
    - Le Christ donnant les clés à saint Pierre,
    - L'Institution du Rosaire,
    - Portrait d'un pape,

  - deux statues[8] :
    - Saint Pierre,
    - Saint Paul.

- Autres éléments mobiliers :
  - bateau votif[9],
  - bénitier[10],
  - confessionnal[11]
  - fonts baptismaux[12],
  - retable latéral nord[13],
  - retable latéral sud[14],
  - peintures :
    - Un Évêque et un Abbé[15],
    - Notre-Dame de Prigny[16],
    - Le Baptême du Christ[17],

  - sculpture : L'Éducation de la Vierge[15].